# 谁是牛头王
谁是牛头王（6 Nimmt!，又有牛头王、数字牌、Slide 5、Category 5和Take 6!等別稱）是1994年由Wolfgang Kramer设计，德国Amigo Spiele公司发行的一款纸牌游戏。此游戏可以同时容许2-10名玩家进行，推荐玩家人数为5-10人。

## 号码牌类别
- 76 张 1 牛头号码牌
- 9 张 2 牛头号码牌 ( 5, 15, 25, 35, 45, 65, 75, 85, 95 )
- 10 张 3 牛头号码牌 ( 10, 20, 30, 40, 50, 60, 70, 80, 90, 100 )
- 8 张 5 牛头号码牌  ( 11, 22, 33, 44, 66, 77, 88, 99 )
- 1 张 7 牛头号码牌  ( 55 )

## 游戏规则

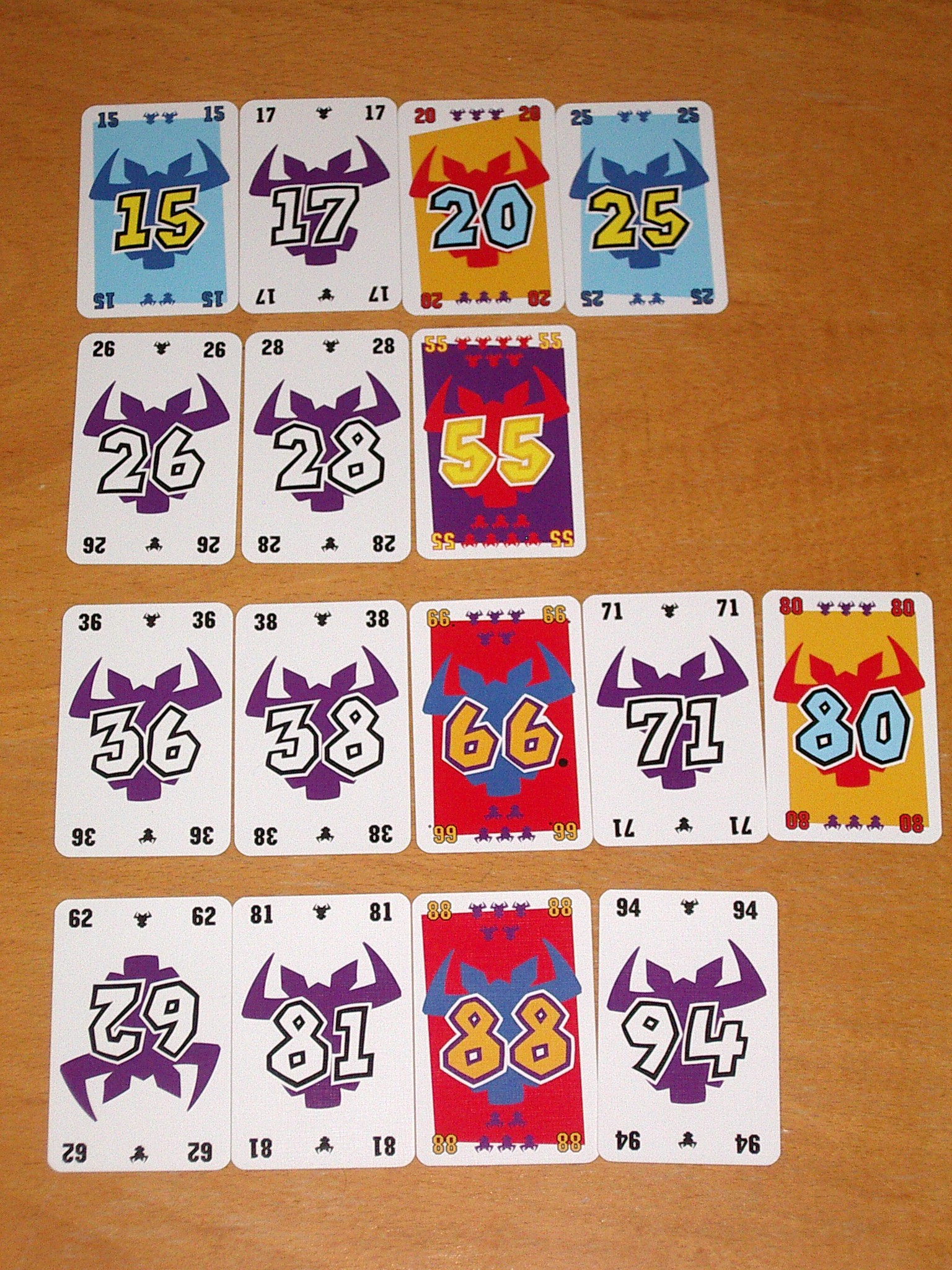
A typical 6 Nimmt! game

此游戏总共有104张号码牌由1到104。每一回合，玩家在不知道其他玩家所出号码牌的情况下，从手上选择出最合适的号码牌。当所有玩家都选定该回合的号码牌，玩家同时开牌。
游戏进行时有四行纸牌，各人于每个回合开牌后将从最少号码开始放进四行纸牌中。
在每一行的最后一张牌为准的前提下，玩家需将其所出纸牌放到其中最接近该号码却少于所出号码的一行的最后。若该牌是一行里面的第六张牌，该玩家则要将前五张拿走。
如果玩家所出的号码牌比任何一行最后一张的号码牌都少，该玩家必须选择其中一行把该行所有号码牌拿掉。
当手上的牌都用完后，各玩家将之前拿回来的纸牌处罚分（每张牌上的牛头数量）加起来，最少的就是胜出者。

### 开始方式
每名玩家會拿到十张牌，將四張牌打开排放在游戏桌上。

## 曾獲榮譽
- 1994年
  - 德國年度遊戲冠軍評審團獎：入圍
  - Mensa Select：最佳動腦獎[1]

- 1996年
  - 德國玩家票選最佳遊戲（Deutscher Spiele Preis.）：第1名
  - 美國遊戲雜誌選拔：最佳家庭紙牌遊戲